# كارول تيري
كارول تيري (بالإنجليزية: Carole Terry)‏ هي موسيقية أمريكية، ولدت في 1948.

## روابط خارجية
- كارول تيري على موقع ميوزك برينز (الإنجليزية)
- كارول تيري على موقع أول ميوزيك (الإنجليزية)
- كارول تيري على موقع ديسكوغز (الإنجليزية)